# 武义北站
武义北站是位于浙江金华市武义县白洋街道汤村的一个铁路车站，为金丽温高铁的新建车站之一，布置2台夹5线，到发线4条（含正线），基本站台和侧式站台各1座。车站于2015年1月18日开工建设，10月16日开始联调联试，首趟通过的下行列车是J55001，上行列车为55204。2015年12月25日，武义北站正式投入运营:53,54。

## 车站结构

### 站房
武义北站站房坐北朝南，面向武义县城，面积4669平方米，系线侧下式站房。站房由杭州中联筑境建筑有限公司设计，以“山村古韵，泉流奔涌”为设计意向。站房左侧为出站口，右侧为售票处，设有四个人工售票窗口和三个自动售取票机。进站口和候车室设在站房中央，旅客接受检查后方可进入候车室。候车室面积1455平方米，设有600个候车座位，设计最高聚集人数为1200人。进站口装有四台自动闸机。候车室两侧为快餐店与便利店:53。
- 售票处
- 进站口
- 候车室
- 出站口

### 站场
武义北站为二台四线车站、设有一座基本站台和一座侧式站台，共有两个站台编号，均为新金温铁路所用。站台设有长450米、总面积8800平方米的候车雨棚两座:53。
| 站台 | 侧式站台 | 侧式站台                            |
| 站台 | 1站台    | 新金温铁路 往金华南方向（金华南站） |
| 站台 | 通过线   | 新金温铁路上行列车通过线            |
| 站台 | 通过线   | 新金温铁路下行列车通过线            |
| 站台 | 2站台    | 新金温铁路往温州南方向（永康南站）  |
| 站台 | 侧式站台 |                                     |
| 站房 | 候车室   | 售票处、候车室、出入口、服务台      |
| 地面 | 联外区   | 出站口、停车场、公交、出租车排班区  |

## 接驳交通
武义北站站前广场面积10000平方米，设有面积5000平方米的公交车场、社会停车场各一座。车站与既有S220省道上松老线通过长1094米、宽40米的站前大道连接:53。